# Joshua King
Joshua Christian Kojo King (Oslo, 1992. január 15. –) gambiai származású norvég válogatott labdarúgó, a francia Toulouse csatárja.

## Pályafutása

### Kezdeti évek
King Oslóban, Norvégiában született gambiai apa és norvég anya gyermekeként. A Romsåsnál kezdett labdarúgással foglalkozni, hatéves korában. 2006-ban, 14 évesen a jóval magasabban jegyzett Vålerenga ifijátékosa lett. 2007 nyarán Ole Gunnar Solskjær futballiskolájában felfigyeltek rá a Manchester United játékosmegfigyelői.

### Manchester United
Kinget 2008 januárjában, 16 éves korában leigazolta a Manchester United. Március 29-én, egy Sunderland ellen 5–1-re elveszített találkozón mutatkozott be az U18-asok között. Később az U17-esek közé került, ahol négy meccsen négy gólt szerzett, és a Milk Cup-ot is megnyerte. A 2008–2009-es ifibajnokság első két meccsén pályára lépett, de megsérült, így 2009 januárjáig nem játszhatott újra.
2009. január 31-én két góllal vette ki a részét a Bolton Wanderers ificsapatának legyőzéséből. Két héttel később a tartalékok között is bemutatkozhatott, szintén a Bolton ellen, amikor csereként váltotta Robert Bradyt. Egy újabb sérülés miatt egy hónapot ki kellett hagynia. 2009. szeptember 23-án, a Wolverhampton Wanderers elleni Ligakupa-meccsen leülhetett a kispadra a felnőttek között. Ekkor kapta meg a 41-es számú mezt. A 81. percben állt be a győztes gólt szerző Danny Welbeck helyére. Két gólhelyzete is volt, de egyiket sem tudta kihasználni, a meccs 1–0-val ért véget.
2010. augusztus 7-én három hónapra kölcsönvette a Preston North End. Egy nappal később, a Doncaster Rovers ellen debütált, csapata 2–0-s vereséget szenvedett. Első gólját a Ligakupában, a Stockport County ellen szerezte. A Preston 5–0-ra megnyerte a találkozót.

### Toulouse
2024. augusztus 29-én aláírt a francia Toulouse csapatához.

## Fordítás
- Ez a szócikk részben vagy egészben  a   Joshua King című angol Wikipédia-szócikk fordításán alapul.  Az eredeti cikk szerkesztőit annak laptörténete sorolja fel. Ez a jelzés csupán a megfogalmazás eredetét és a szerzői jogokat jelzi, nem szolgál a cikkben szereplő információk forrásmegjelöléseként.